# جو لومير
جو لومير هي مغنية بلجيكية، ولدت في 5 يناير 1956 في Gembloux ‏ في بلجيكا.

## وصلات خارجية
- الموقع الرسمي
- جو لومير على موقع ميوزك برينز (الإنجليزية)
- جو لومير على موقع أول ميوزيك (الإنجليزية)
- جو لومير على موقع ديسكوغز (الإنجليزية)